# Ventura Díaz
Ventura Díaz Arrey (* 26. August 1937 in Santander) ist ein ehemaliger spanischer Radrennfahrer.

## Sportliche Laufbahn
Díaz war im Straßenradsport aktiv und Teilnehmer der Olympischen Sommerspiele 1960 in Rom. Das olympische Straßenrennen beendete er nicht. 1956 wurde er Gesamtzweiter der Cinturón de Cataluña und gewann eine Etappe.
Von 1961 bis 1976 war Díaz Berufsfahrer. 1970 gewann er die Etappenrennen Vuelta a los Valles Mineros und Volta a la Comunitat Valenciana. Etappensiege gelangen ihm in der Vuelta a Guatemala (zweifach) und in der Katalonien-Rundfahrt 1961, in der Volta a la Comunitat Valenciana 1962, in der Tour de l’Avenir 1964, im Rennen Subida a Arrate 1967, im Grand Prix Midi Libre und in der Vuelta a los Valles Mineros 1970, in der Vuelta a La Rioja und in der Vuelta a Segovia 1973 sowie 1975 in der Baskenland-Rundfahrt. In der Vuelta a La Rioja 1973 gewann er die Bergwertung. 1975 siegte er in der Sprintwertung der Baskenland-Rundfahrt.
Zweiter wurde Díaz im Rennen Subida a Arrate 1961 und 1967, Subida al Naranco 1965 und im Gran Premio Viscaya 1975. Dritte Plätze holte Díaz 1963 im Gran Premio Ayuntamiento de Bilbao, 1968 in der spanischen Bergmeisterschaft, 1969 bei Subida Urkiola, 1973 in der Klasika Primavera de Amorebieta und 1975 im Gran Premio Llodio. Díaz bestritt alle Grand Tours.

## Grand-Tour-Platzierungen
| Grand Tour            | 1962 | 1963 | 1964 | 1965 | 1966 | 1967 | 1968 | 1969 | 1970 | 1971 | 1972 | 1973 | 1974 | 1975 | 1976 |
| --------------------- | ---- | ---- | ---- | ---- | ---- | ---- | ---- | ---- | ---- | ---- | ---- | ---- | ---- | ---- | ---- |
| Vuelta a EspañaVuelta | DNF  | –    | 21   | 23   | –    | 43   | 15   | 13   | 12   | 18   | 14   | 20   | 9    | 19   | 21   |
| Giro d’ItaliaGiro     | DNF  | –    | –    | –    | –    | –    | –    | –    | –    | –    | –    | –    | –    | –    | 38   |
| Tour de FranceTour    | –    | –    | –    | 3    | –    | 41   | –    | –    | –    | 33   | –    | –    | –    | –    | –    |